# Ageo
Ageo (jap. 上尾市 Ageo-shi) – miasto w Japonii, na wyspie Honsiu, w aglomeracji Tokio, w prefekturze Saitama. Ma powierzchnię 45,51 km². W 2020 r. mieszkało w nim 227 020 osób, w 96 361 gospodarstwach domowych  (w 2010 r. 223 882 osoby, w 87 406 gospodarstwach domowych).
W mieście rozwinął się przemysł środków transportu, maszynowy, włókienniczy oraz spożywczy. W Ageo znajduje się obserwatorium astronomiczne.